# 芳野監
芳野監（よしののげん）は、8世紀の日本で吉野地方に設けられた特別な地方行政区分、機関である。畿内に含まれる。領域は現在の奈良県南部にあたる。

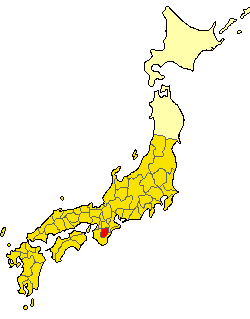
芳野監の位置（716年頃）

## 沿革
大和国の吉野郡を分立させて設けられた。『律書残篇』によると、芳野監は“郡二、郷三、里九”とある。『律書残篇』の大倭国（大和国）の郡数は14（当時の大和国の郡数は吉野郡を入れて15）となっているため、吉野郡が2つの郡に分けられたと思われる。設置時期は不明だが、『続日本紀』の和銅四年4月9日条（711年）には「大倭国芳野郡」があるため、それ以降の和泉監が設置された霊亀2年（716年）に近い時期と思われる。
史料上に登場するのは、『続日本紀』の天平四年（732年）7月5日条に「両京・四畿内及二監」とあるのが初で、同五年（733年）1月27日条に「芳野監」が初見する。国でなく、監という機関になったのは、この地にあった吉野宮の管理にあたる役割があったためと推測されている。前述の通り芳野監の設置は吉野宮を管理するためという理由であるが、古来より吉野は万葉集に「見れど飽かぬ吉野」、「雲居にそ遠くありける」などと詠まれており、大和国とは別の遠国と意識されていた。
天平10年（738年）から嘉祥元年（848年）までの間に廃止されたが、廃止時期も和泉監が廃止された天平12年（740年）頃であろう。